# Guy Lafleur
Guy Damien "The Flower"/"Le Démon Blond" Lafleur (Thurso, Quebec, 20 de septiembre de 1951 - Kirkland, 22 de abril de 2022) fue un jugador de hockey sobre hielo profesional canadiense. 

## Carrera deportiva
Lafleur se convirtió en el primer jugador de la Liga Nacional de Hockey en marcar cincuenta goles y cien puntos en seis temporadas consecutivas. Lafleur pasó 17 temporadas en la LNH entre los Canadiens de Montréal, los  Ranger de Nueva York y los  Nordiques de Québec. Durante su tiempo en la LNH, ganó cinco Copas Stanley.
Fue admitido en el Salón de la Fama del Hockey en 1988.